# Za socialistickú školu
A Za socialistickú školu (lapcímének magyar fordítása A szocialista iskoláért)  szlovák nyelven megjelenő pedagógiai szaklap volt az egykori Csehszlovákiában. Az 1954-ben alapított havilapot a Szlovák Pedagógiai Lapkiadó vállalat adta ki az általános- és a középiskolai tanítók számára. A lap 1960-ban megszűnt.